# 모리야 아야코

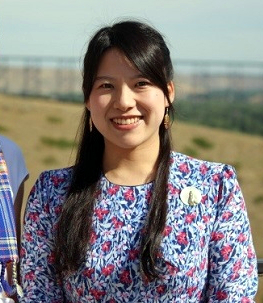
여왕시절의 아야코(2017년 7월, 앨버타 주 레스브리지)

모리야 아야코(일본어: 守谷絢子, 1990년 9월 15일~)은 일본의 황족으로 다카마도노미야 노리히토 친왕과 동비 히사코의 3녀이다. 다이쇼 천황의 증손녀이자 아키히토의 종질녀이다.
2018년 10월 29일, 모리야 게이(守谷慧)와 결혼하여 황족 지위를 잃고 평민이 되었으며, 혼인 전의 신위는 아야코 여왕(絢子女王 아야코 조오[*])이다.
오시루시는 칡. 송전은 보관모란장. 학위는 석사(사회복지학, 조사이 국제대학).